# Басано дел Грапа
Басано дел Грапа (итал. Bassano del Grappa) град је у северној Италији. То је други град округа Вићенца у оквиру италијанске покрајине Венето.

## Природне одлике
Град Басано дел Грапа налази се у источном делу Падске низије, на 60 км северно од Венеције. Град се образовао око средњег тока реке Бренте, на њеном излсаку из области Венецијанских Алпа. Надморска висина града је око 130 м.

## Географија
| Клима (Басано дел Грапа) | Клима (Басано дел Грапа) | Клима (Басано дел Грапа) | Клима (Басано дел Грапа) | Клима (Басано дел Грапа) | Клима (Басано дел Грапа) | Клима (Басано дел Грапа) | Клима (Басано дел Грапа) | Клима (Басано дел Грапа) | Клима (Басано дел Грапа) | Клима (Басано дел Грапа) | Клима (Басано дел Грапа) | Клима (Басано дел Грапа) | Клима (Басано дел Грапа) |
| Показатељ \ Месец        | .Јан.                    | .Феб.                    | .Мар.                    | .Апр.                    | .Мај.                    | .Јун.                    | .Јул.                    | .Авг.                    | .Сеп.                    | .Окт.                    | .Нов.                    | .Дец.                    | .Год.                    |
| ------------------------ | ------------------------ | ------------------------ | ------------------------ | ------------------------ | ------------------------ | ------------------------ | ------------------------ | ------------------------ | ------------------------ | ------------------------ | ------------------------ | ------------------------ | ------------------------ |
| Средњи максимум, °C (°F) | 5,9 (42,6)               | 8,2 (46,8)               | 12,3 (54,1)              | 17,0 (62,6)              | 22,6 (72,7)              | 26,0 (78,8)              | 28,2 (82,8)              | 27,6 (81,7)              | 24,5 (76,1)              | 19,0 (66,2)              | 12,1 (53,8)              | 6,8 (44,2)               | 28,2 (82,8)              |
| Средњи минимум, °C (°F)  | −1,4 (29,5)              | −0,3 (31,5)              | 3,0 (37,4)               | 7,0 (44,6)               | 11,5 (52,7)              | 14,9 (58,8)              | 17,1 (62,8)              | 16,7 (62,1)              | 13,9 (57)                | 9,3 (48,7)               | 4,2 (39,6)               | 0,0 (32)                 | −1,4 (29,5)              |
| [ тражи се извор ]       |                          |                          |                          |                          |                          |                          |                          |                          |                          |                          |                          |                          |                          |

## Становништво
Према резултатима пописа становништва 2011. у општини је живело 42.984 становника.
| 1931.  | 1936.  | 1951.  | 1961.  | 1971.  | 1981.  | 1991.  | 2001.  | 2011.  |
| ------ | ------ | ------ | ------ | ------ | ------ | ------ | ------ | ------ |
| 21.695 | 23.106 | 26.454 | 30.497 | 35.129 | 38.450 | 38.871 | 40.736 | 42.984 |

Басано дел Грапа данас има око 43.000 становника, махом Италијана. Током протеклих деценија у град се доселило много досељеника из иностранства, највише са Балкана.

## Партнерски градови
- Лампедуза и Линоза
- Милакер
- Voiron
- Стокхолм
- Белегра

## Галерија
- Поглед на старо језгро Басана
- Градски трг
- Горњи замак
- Дрвени мост Алпини